# 歴代カリフ一覧
カリフの一覧（カリフのいちらん）では、歴代のイスラム教のカリフを挙げる。

## 正統カリフ
正統カリフは、次の4代を数える。
1. アブー・バクル（632年-634年）
2. ウマル1世（634年-644年）
3. ウスマーン（644年-656年）
4. アリー（656年-661年）

## シーア派政権
1. ハサン・イブン・アリー（661年）

## ウマイヤ朝
661年から750年まで14代
1. ムアーウィヤ1世（661年-680年）
2. ヤズィード1世（680年-683年）
3. ムアーウィヤ2世（683年）
4. マルワーン1世（683年-685年）
5. アブド・アルマリク（685年-705年）
6. ワリード1世（705年-715年）
7. スライマーン（715年-717年）
8. ウマル2世（717年-720年）
9. ヤズィード2世（720年-724年）
10. ヒシャーム（724年-743年）
11. ワリード2世（743年-744年）
12. ヤズィード3世（744年）
13. イブラーヒーム（744年）
14. マルワーン2世（744年-750年）

## イブン・アッズバイル政権
1. アブドゥッラー・イブン・アッズバイル（683年-692年）

## 後ウマイヤ朝
756年から1031年まで24代、アミールたちもカリフに準ずるものとして扱う。

### アミール
1. アブド・アッラフマーン1世（756年 - 788年）
2. ヒシャーム1世（788年 - 796年）
3. ハカム1世（796年 - 822年）
4. アブド・アッラフマーン2世（822年 - 852年）
5. ムハンマド1世（852年 - 886年）
6. ムンジル（886年 - 888年）
7. アブド・アッラーフ（888年 - 912年）
8. アブド・アッラフマーン3世（912年 - 929年）

### カリフ
1. アブド・アッラフマーン3世（929年 - 961年）
2. ハカム2世（961年 - 976年）
3. ヒシャーム2世（976年 - 1009年、1010年 - 1013年）
4. ムハンマド2世（1009年、1010年）
5. スライマーン（1009年 - 1010年、1013年 - 1016年）
6. アブド・アッラフマーン4世（1018年）
7. アブド・アッラフマーン5世（1023年 - 1024年）
8. ムハンマド3世（1024年 - 1025年）
9. ヒシャーム3世（1027年 - 1031年）

## アッバース朝
750年から1258年まで37代37人、1261年から1543年まで18代17人。

### バグダード・アッバース朝
1. サッファーフ（750年 - 754年）
2. マンスール（754年 - 775年）- 首都バグダードを造営。
3. マフディー（775年 - 785年）
4. ハーディー（785年 - 786年）
5. ハールーン・アッ＝ラシード（786年 - 809年） - 最盛期を達成。
6. アミーン（809年 - 813年）
7. マアムーン（813年 - 833年） - バイト・アル＝ヒクマ（知恵の館）を設立。
8. ムウタスィム（833年 - 842年）
9. ワースィク（842年 - 847年）
10. ムタワッキル（847年 - 861年）
11. ムンタスィル（861年 - 862年）
12. ムスタイーン（862年 - 866年）
13. ムウタッズ（866年 - 869年）
14. ムフタディー（869年 - 870年）
15. ムウタミド（870年 - 892年）
16. ムウタディド（892年 - 902年）
17. ムクタフィー（英語版）（902年 - 908年）
18. ムクタディル（908年 - 932年）
19. カーヒル（932年 - 934年）
20. ラーディー（934年 - 940年）
21. ムッタキー（940年 - 944年）
22. ムスタクフィー（944年 - 946年）
23. ムティー（946年 - 974年）
24. ターイー（974年 - 991年）
25. カーディル（991年 - 1031年）
26. カーイム（1031年 - 1075年）
27. ムクタディー（1075年 - 1094年）
28. ムスタズヒル（1094年 - 1118年）
29. ムスタルシド（1118年 - 1135年）
30. ラーシド（1135年 - 1136年）
31. ムクタフィー（1136年 - 1160年）
32. ムスタンジド（1160年 - 1170年）
33. ムスタディー（1170年 - 1180年）
34. ナースィル（1180年 - 1225年）
35. ザーヒル（1225年 - 1226年）
36. ムスタンスィル（1226年 - 1242年）
37. ムスタアスィム（1242年 - 1258年）

### カイロ・アッバース朝
1. ムスタンスィル （1261年 - 1262年）
2. ハーキム1世 （1262年 - 1302年）
3. ムスタクフィー1世 （1303年 - 1340年）
4. ワースィク1世 （1340年 - 1341年）
5. ハーキム2世 （1341年 - 1352年）
6. ムゥタディド1世 （1352年 - 1362年）
7. ムタワッキル1世 （1362年 - 1383年）
8. ワースィク2世 （1383年 - 1386年）
9. ムウタスィム （1386年 - 1389年）
10. ムタワッキル1世 （重祚・第2期治世、1389年 - 1406年）
11. ムスタイーン （1406年 - 1414年）
12. ムウタディド2世 （1414年 - 1441年）
13. ムスタクフィー2世 （1441年 - 1451年）
14. カーイム （1451年 - 1455年）
15. ムスタンジド （1455年 - 1479年）
16. ムタワッキル2世 （1479年 - 1497年）
17. ムスタムスィク （1497年 - 1508年）
18. ムタワッキル3世 （1508年 - 1543年）

## オスマン朝
1517年にオスマン帝国のスルタンセリム1世は、オスマン帝国とマムルーク朝の戦争でカイロのマムルーク朝を破った。アッバース朝の最後のカリフであるムタワッキル3世は、囚人としてコンスタンティノープルに連行された。そこで、ムタワッキルはカリフの称号とその紋章（預言者ムハンマドの剣、マント、軍旗、印章）をセリムに正式に引き渡して、オスマン家のスルタンを新しいカリフとしたとの伝説（スルタン＝カリフ制）が、19世紀になって創作される。1876年のオスマン帝国憲法でスルタンとカリフの兼任が明文化。トルコ革命で1922年にスルタン位が廃止。1924年にカリフ位も廃止。イスラム世界公認のカリフは消滅。
- 9. セリム1世（1517年 - 1520年）
- 10. スレイマン1世（1520年 - 1566年）
- 11. セリム2世（1566年 - 1574年）
- 12. ムラト3世（1574年 - 1595年）
- 13. メフメト3世（1595年 - 1603年）
- 14. アフメト1世（1603年 - 1617年）
- 15. ムスタファ1世（1617年 - 1618年）
- 16. オスマン2世（1618年 - 1622年）
- ー. ムスタファ1世（復位）（1622年 - 1623年）
- 17. ムラト4世（1623年 - 1640年）
- 18. イブラヒム（1640年 - 1648年）
- 19. メフメト4世（1648年 - 1687年）
- 20. スレイマン2世（1687年 - 1691年）
- 21. アフメト2世（1691年 - 1695年）
- 22. ムスタファ2世（1695年 - 1703年）
- 23. アフメト3世（1703年 - 1730年）
- 24. マフムト1世（1730年 - 1754年）
- 25. オスマン3世（1754年 - 1757年）
- 26. ムスタファ3世（1757年 - 1774年）
- 27. アブデュルハミト1世（1774年 - 1789年）
- 28. セリム3世（1789年 - 1807年）
- 29. ムスタファ4世（1807年 - 1808年）
- 30. マフムト2世（1808年 - 1839年）
- 31. アブデュルメジト1世（1839年 - 1861年）
- 32. アブデュルアズィズ（1861年 - 1876年）
- 33. ムラト5世（1876年）
- 34. アブデュルハミト2世（1876年 - 1909年）
- 35. メフメト5世（1909年 - 1918年）
- 36. メフメト6世（1918年 - 1922年）
- 37. アブデュルメジト2世（1922年 - 1924年）

## ファーティマ朝
1. ウバイドゥッラー（アブドゥッラー・マフディー、909年 - 934年）
2. カーイム（934年 - 946年）
3. マンスール（946年 - 952年）
4. ムイッズ（952年 - 975年）
5. アズィーズ（975年 - 996年）
6. ハーキム（996年 - 1021年）
7. ザーヒル（1021年 - 1036年）
8. ムスタンスィル（1036年 - 1094年）
9. ムスタアリー（1094年 - 1101年）
10. アーミル（1101年 - 1130年）
11. ハーフィズ（1132年 - 1149年）
12. ザーフィル（1149年 - 1154年）
13. ファーイズ（1154年 - 1160年）
14. アーディド（1160年 - 1171年）

## モロッコのカリフ
ハンムード家のカリフ
- 16. アリー（1016年-1018年）
- 18. 20. カーシム（1018年-1021年）（1022年-1023年）
- 19. 23. ヤフヤー（1021年-1022年）（1023年-1027年）

## 自称のみのカリフ
以下はカリフを自称したものの、イスラム諸国からの承認はなかった人物。

### ヒジャーズ王国
1. フサイン・イブン・アリー（1924年）

### アフマディーヤのカリフ
1. ハキーム・ヌール・ウ・ディン(ハリファトゥル・マシ1世)（1908年 - 1914年）
2. ミルザ・バシェール・ウド・ディン・マフムード・アフマド(カリファトゥル・マシヒ2世)（1914年 - 1965年）
3. ミルザ・ナシル・アフマド(カリファトゥル・マシイ3世)（1965年 - 1982年）
4. ミルザ・タヒル・アフマド(カリファトゥル・マシア4世)（1982年 - 2003年）
5. ミルザ・マスルール・アフマド(カリファトゥル・マシフ5世)（2003年 - 現職）

### カリフ国家
9月12日クーデターでトルコからドイツに亡命したイスラム指導者が自派の組織「カリフ国家」でカリフ就任を宣言。
1. ジェマレッティン・カプラン（ドイツ語版）（1994年 - 1995年）
2. メティン・カプラン（英語版）(1995年 - 2001年)

### ISIL
1. イブラーヒーム（ISIL指導者アブー・バクル・アル＝バグダディーとして知られる）（2014年-2019年)
2. クラシ（2019年-2022年）
3. アブハッサン・ハシミ（2022年）
4. アブ・フセイン・フセイニ（2022年-2023年）
5. アブ・ハフス・アル＝ハシーミー・アル＝クラーイシー（2023年-）